# Kinesisk varfågel
Kinesisk varfågel (Lanius sphenocercus) är en östasiatisk fågel i familjen törnskator inom ordningen tättingar.

## Utseende och läten
Kinesisk varfågel är en mycket stor (31 cm) medlem av familjen törnskator, den största i släktet Lanius. Den är i stort tecknad som alla varfåglar med grå ovansida, svartvita vingar och stjärt, svart ögonmask och ljus undersida. Karakteristiskt är vitt ögonbryn och ett tydligt vitt vingband på vingen. De tre mittersta stjärtfjädrarna är svarta med smala, svarta spetsar medan de yttre är helt vita.
Den sydligare jättevarfågeln (Lanius giganteus), tidigare och i viss mån fortfarande behandlad som underart till kinesiska varfågeln, är större än nominatformen samt mörkare grå ovan. Vidare saknar den det vita ögonbrynsstrecket och det vita på armpennorna.
Bland lätena hörs ett varfågellikt "ga-ga-ga".

## Utbredning och systematik
Kinesisk varfågel förekommer från östra Mongoliet österut till sydöstra Ryssland (Amurregionen och södra Ussuriland), nordöstra och nordcentrala Kina (Inre Mongoliet, nordöstra Lianoning och möjligen även Heilongjiang och Jilin söderut till Gansu, Shaanxi och Shanxi) samt på norra och centrala Koreahalvön. Vintertid flyttar den huvudsakligen till östra och sydöstra Kina samt Korea. Den behandlas idag vanligen som monotypisk, men den sydligare jättevarfågeln inkluderades tidigare som underart.

## Levnadssätt
Kinesisk varfågel påträffas i stäpp, buskmarker och halvöken samt i skogskanter och i träd utmed floder. De båda underarterna (eller arterna) skiljs tydligt åt höjdledes, där giganteus förekommer vid eller ovan trädgränsen på mellan 3000 och 5200 meters höjd, medan nominatformen hittas på mycket lägre nivåer, på 200 till 1100 meter över havet. Liksom andra varfåglar livnär sig den kinesiska varfågeln av insekter, småfåglar och små däggdjur som den fångar ryttlande från luften eller från utfall från en hög sittplats i ett träd eller buske, eller från en ledning. Häckningsbiologin är endast känd från sydöstra Ryssland, där den lägger ägg från andra halvan av april till början av juni, med flygga ungar i juni.

## Status och hot
Internationella naturvårdsunionen IUCN bedömer beståndet för kinesisk varfågel som livskraftigt med stabil populationsutveckling.